# Rudolf von Geyer-Geyersperg
Rudolf von Geyer-Geyersperg, írói álneve: Rudolf Angely-Geyer (Nagykanizsa, 1879. január 11. – Bécs, 1960. október 13.) osztrák író.

## Élete
Frankföldről származott osztrák nemesi család sarja volt, saját feltételezése szerint apai ágán egyik őse Florian Geyer volt. Rudolf Ritter von Geyer-Geyersperg Josef Ritter von Geyer-Geyersperg vasúti tisztviselő és felesége, Marie Ledel fia volt. Viszonylag szerény körülmények közt nőtt fel, alapfokú iskolai tanulmányai után négy éves lakatos szakmunkás tanfolyamot végzett Bécsben. Már fiatalon érdekelte az irodalom és a művészet, ezért a Wiener Theaterschule Otto hallgatója lett, majd mint színész játszott Ausztriában, Németországban és Amerikában. Dramaturgként és rendezőként is dolgozott. 1904-ban megalapította a Friedrich Schiller-színházat, 1905-ben Thalia címmel folyóiratot indított. Az első világháborúban Szerbiában szolgált, 1920-ban tért vissza Bécsbe, ahol átvette a bécsi színiiskola és a Heros könyv- és zeneműkiadó vezetését. Számos népszerű színművet írt. A bécsi Zentralfriedhofban nyugszik.

## Válogatott munkái
- Der Automat, 1904.
- Mondaine (Komödie), 1904.
- (Fritz Michael-lel közösen:): Gefundener Hafen (Schauspiel), 1905.
- Tieflandmänner, Wien, Amonesta, [1914].
- Vitalis, Wien, Vienensia-Verlag, [1930].

## Fordítás
- Ez a szócikk részben vagy egészben  a   Rudolf von Geyer-Geyersperg című német Wikipédia-szócikk ezen változatának fordításán alapul.  Az eredeti cikk szerkesztőit annak laptörténete sorolja fel. Ez a jelzés csupán a megfogalmazás eredetét és a szerzői jogokat jelzi, nem szolgál a cikkben szereplő információk forrásmegjelöléseként.